# Babuíno
- Commons
- Wikispecies

Babuíno (do francês babouin) é a designação genérica para antropoides cercopitecídeos do gênero Papio e afins, caracterizados pelo focinho pontudo, caninos grandes, bochechas volumosas e calosidades nas nádegas. É um animal semi-quadrúpede da ordem dos primatas que mede até 120 centímetros de comprimento. Vive na África e seu habitat natural é nos campos abertos (savana, pastagens ou terrenos rochosos).
Ao contrário dos macacos, os babuínos passam a maior parte do tempo no chão. Suas caudas não são preênseis. Os babuínos são grandes lutadores e demonstram pouco medo de outros animais, inclusive seres humanos. Todos têm hierarquias fortes e complexas dentro dos grupos familiares.
Geralmente os babuínos vivem em grandes bandos comandados pelos machos dominantes. Ao contrário do que ocorre com a maioria das outras espécies, quase não há disputas pelo controle do bando ou pelo direito de se acasalar com as fêmeas, sendo o único privilégio dos machos dominantes alimentar-se primeiro quando se encontra alimento.
Os babuínos são onívoros (omnívoros), isto é, comem muitos tipos diferentes de alimento. A sua dieta, entretanto, varia de acordo com a estação do ano, o território que está sendo habitado, a idade e o sexo do indivíduo. As fêmeas e os filhotes recém-nascidos, por exemplo, alimentam-se de capim, já os filhotes mais desenvolvidos comem casca de árvore, insetos e lagartos.

## Espécies
Há cinco espécies de babuínos na África:
- Papio anubis (F. Cuvier, 1825) - Babuíno-anúbis
- Papio cynocephalus (Linnaeus, 1766) - Babuíno-amarelo
- Papio hamadryas (Linnaeus, 1758) - Babuíno-sagrado
- Papio kindae Lönnberg, 1919
- Papio papio Desmarest, 1820 - Babuíno-da-guiné
- Papio ursinus (Kerr, 1792)

## Características
Todos os babuínos têm focinhos longos e, caninos, mandíbulas fortes e, poderosas com dentes caninos afiados, olhos bem juntos, pelo espesso exceto em seus focinhos, caudas curtas e, manchas ásperas em suas nádegas salientes, chamadas calosidades isquiáticas. Esses calos são almofadas de pele sem nervos e sem pelos que proporcionam conforto ao babuíno sentado.

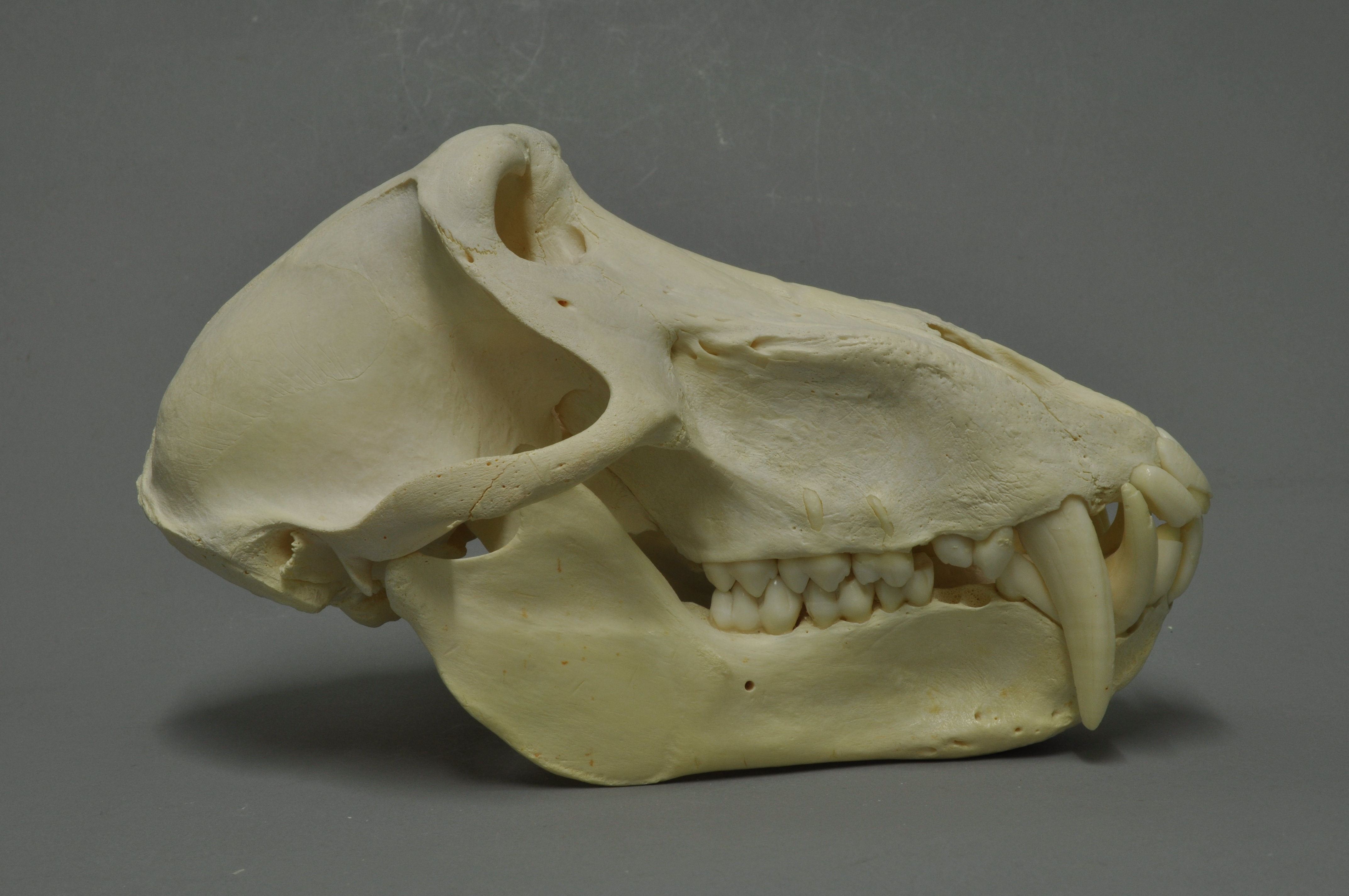
Crânio de babuíno Chacma

Todas as espécies de babuínos exibem um acentuado dimorfismo sexual, geralmente, em tamanho, mas às vezes também, em cor. Os machos têm caninos superiores muito maiores em comparação com as fêmeas e, os usam em exibições de ameaça. Os machos da espécie de babuíno hamadryas também, têm grandes juba branca.

## Comportamento e, Ecologia

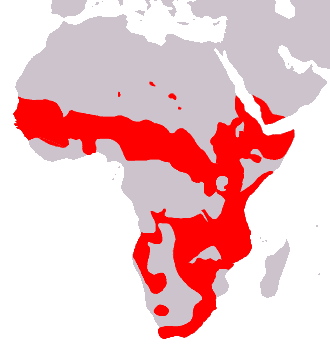
Mapa de distribuição de todas as espécies de babuínos na África.

### Habitat, presas e, Dieta
Babuínos são terrestres (vivendo no solo) e, são encontrados em savanas abertas, bosques abertos e colinas na África. São onívoros, comedores altamente oportunistas e, comem praticamente, qualquer coisa, incluindo gramas, raízes, sementes, folhas, cascas, frutas, fungos, insetos, aranhas, vermes, peixes, crustáceos, roedores, pássaros, macacos de pequeno porte e, pequenos antílopes. Eles são forrageadores e, estão ativos em horários irregulares ao longo do dia e da noite. Eles frequentemente invadem moradias humanas e, na África do Sul, invadem casas e, carros em busca de comida. Os babuínos também, invadem fazendas, comendo plantações e, atacando ovelhas, cabras e, aves.

### Comportamento
Dormem, viajam, alimentam-se e, socializam em grupos que variam em média de cerca de 50 indivíduos. O babuíno-amarelo normalmente, forrageia em tropas estendidas e, bem espaçadas, que, foram registradas como consistindo em até 300 animais. Esses grupos geralmente, consistem em sete ou, oito machos e, cerca de duas vezes mais fêmeas, além de, seus filhotes. A unidade familiar de fêmeas e, juvenis forma o núcleo da tropa. Os machos deixarão suas tropas natais à medida que amadurecem e, entram e, saem de outras tropas.